# Facultad de Ciencias Económicas (UCU)
La Facultad de Ciencias Económicas es una de las cinco facultades de la Universidad de Concepción del Uruguay. Se cursan cinco carreras de grado, cuatro carreras de tecnicaturas universitarias y dos carreras de posgrado.

## Autoridades
El decano es el contador Marcelo Granillo. La vicedecana la contadora Silvina Bouchet y la secretario académica el contador Fernando Picart.

## Oferta Académica

### Tecnicaturas Universitarias
| Carrera                                                           | Duración   | Sede donde se cursa |
| ----------------------------------------------------------------- | ---------- | ------------------- |
| Tecnicatura en Comercio Internacional                             | 2 1/2 años |                     |
| Tecnicatura Universitaria en Administración de PyMEs              | 2 años     |                     |
| Tecnicatura Universitaria en Gestión Administrativa Informatizada | 2 años     |                     |
| Técnico Universitario en Hotelería                                | 3 años     |                     |

### Carreras de Grado
| Carrera                                    | Duración | Sede donde se cursa |
| ------------------------------------------ | -------- | ------------------- |
| Contador Público                           | 4 años   |                     |
| Licenciatura en Administración de Empresas | 4 años   |                     |
| Licenciatura en Economía                   | 4 años   |                     |
| Licenciatura en Comercio Internacional     | 4 años   |                     |
| Licenciatura en Marketing                  | 4 años   |                     |

### Carreras de Posgrado
| Carrera                                                       | Duración | Sede donde se cursa |
| ------------------------------------------------------------- | -------- | ------------------- |
| Especialización en Sindicatura Concursal                      | 2 años   |                     |
| Maestría en Administración y Dirección de Empresas y Negocios | 2 años   |                     |

 Sede Central
 Sede Regional Gualeguaychú
- Datos: Q5854616